# The Ropers
The Ropers est une série télévisée américaine de sitcom en vingt-huit épisodes de 30 minutes, diffusés entre le 13 mars 1979 et le 22 mai 1980 sur ABC.

## Fiche technique
Sauf indication contraire, les informations mentionnées dans cette section peuvent être confirmées par la base de données cinématographiques IMDb,  présente dans la section « Liens externes ».
- Titre original : The Ropers
- Réalisation : Jack Shea et Dave Powers
- Scénario : Brian Cooke, Johnnie Mortimer, Don Nicholl, Michael Ross, Bernie West, Martin Rips, Joseph Staretski, George Burditt, Alan Hackney, Stephen Neigher, Neil Rosen, George Tricker, Mark Fink, Wayne Kline, Barbara Allyn et Katherine Green
- Photographie : Don Roberts
- Musique : Joe Raposo
- Casting : David Graham
- Montage : Larry Harris, Michael Weitzman et John Nachreiner
- Décors : Richard Wineholt, Simon Markell, Hal Rosenberg, Donald J. Remacle et Earl Carlson
- Costumes : Len Marcus
- Production : George Sunga
  - Producteur associé : Wendy Blair
  - Producteur exécutif : Don Nicholl, Michael Ross et Bernie West
- Sociétés de production : The NRW Company
- Société de distribution : D.L. Taffner Syndication Services, DLT Entertainment et The Program Exchange FremantleMedia
- Chaîne d'origine : ABC
- Pays d'origine :  États-Unis
- Langue originale : anglais
- Genre : Sitcom
- Durée : 30 minutes

## Distribution

### Acteurs principaux
- Norman Fell : Stanley Roper
- Audra Lindley : Helen Roper
- Jeffrey Tambor : Jeffrey P. Brookes III
- Patty McCormack : Anne Brookes
- Evan Cohen : David Brookes
- Stevie Vallance : Jenny Ballinger

### Acteurs récurrents et invités
- Dena Dietrich : Ethel Armbrewster
- Lois Hamilton : Debbie Hopper
- Lucille Benson : la mère
- Rod Colbin : Hubert Armbrewster
- Richard B. Shull : Joey
- John Ritter : Jack Tripper
- Suzanne Somers : Chrissy Snow
- Joyce DeWitt : Janet Wood
- Sam McMurray : Charles Remington
- John Fiedler : Bill Marsh
- Richard Kline : Larry Dallas
- Martin Ferrero : le vendeur
- Barry Nelson : Oncle Bill
- Lucy Lee Flippin : Hilda
- Jane Dulo : Kate Morgan
- Roger Bowen : James
- Don Chastain : Keith
- Rachel Abbott : une cliente
- Ricky Garcia : Locksmith
- James T. Callahan : Tom Cummins
- Jordan Charney : M. McLaughlin
- Paul Valentine : Maître D
- Joe George : le barman

## Épisodes

### Saison 1
1. Moving On
2. Friends and Neighbors
3. Your Money or Your Life
4. The Doris Letters
5. The Family Planning
6. Opportunity Knocks

### Saison 2
1. The Party
2. Days of Beer and Rosie
3. Power Play
4. Baby Talk
5. Two for the Road
6. Puppy Love
7. All Around the Clock
8. Odd Couples
9. Pal Joey
10. Helen Makes Music
11. The Skeleton
12. The Other Man
13. And Who's Been Sleeping in My...?
14. Jenny's Date
15. Of Mice and Horses
16. Family Feud
17. The Other Woman
18. Men About the House
19. Old Flames
20. The Rummage Sale
21. Four Letter Word
22. Mother's Wake